# Phanerotrema
Phanerotrema is een geslacht van uitgestorven weekdieren uit de klasse van de Gastropoda (slakken). Exemplaren van dit geslacht zijn slechts als fossiel bekend.

## Soort
- Phanerotrema labrosum (Hall, 1860) †